# Aardbeving Ishikawa 2024
Op 1 januari 2024 om 16:10 JST (07:10 UTC) werd het noordwesten van Suzu, op het schiereiland Noto in Japan, getroffen door een aardbeving met een sterkte van 7,6.
Het leidde tot de eerste grote tsunami-waarschuwing in Japan sinds de zeebeving nabij Sendai in 2011, en een tsunami van ruim 1,2 meter werd waargenomen langs de Japanse Zee.

## Aardbeving
Het United States Geological Survey (USGS) rapporteerde een magnitude van 7,5 en een scherptediepte van 10 kilometer voor de aardbeving. Het Japans Meteorologisch Instituut registreerde een magnitude van 7,6. Het was de grootste aardbeving in Ishikawa sinds 1885, en de grootste die het vasteland van Japan trof sinds de aardbeving en tsunami in Sendai in 2011.
Vier minuten vóór de hoofdschok gebeurde een voorschok met een kracht van 5,5, terwijl negen minuten later een naschok met een kracht van 6,2 toesloeg. Er werden ruim 1.200 naschokken geregistreerd, verdeeld over een zone van 100 kilometer. Minstens zeven van hen registreerden een magnitude van 5,0 en hoger.

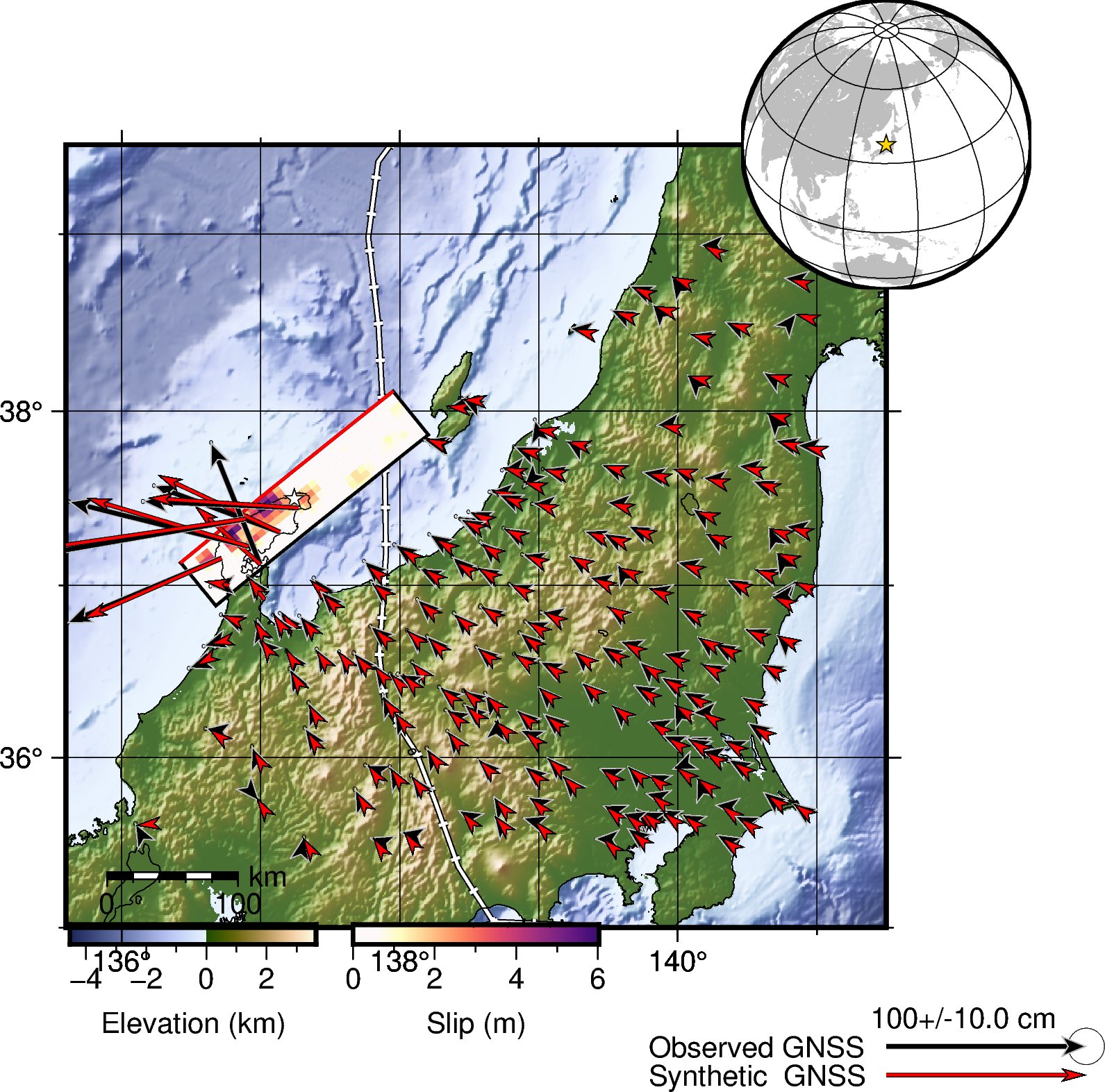
Door USGS genereerde Finite Fault Surface Projection

Volgens een door het USGS vrijgegeven eindigefoutenmodel strekte de aardbevingsbreuk zich ongeveer 200 kilometer van het zuidoosten van het schiereiland Noto uit tot het eiland Sado langs een zuidoostelijke breuklijn. De zones van de grootste slip kwamen voor ten noordoosten en zuidwesten van het hypocentrum. Dit laatste stukje produceerde de grootste waterverplaatsing van 3,67 m onder het schiereiland. Een andere slipzone vond plaats tussen het schiereiland en het eiland Sado, met een productie van slip tot 1,86 m. De breuk scheurde waarschijnlijk naar de zeebodem op het schiereiland, terwijl er weinig tot geen slip werd waargenomen op de zeebodem tussen het schiereiland en het eiland Sado.

### Grondeffecten
De Geospatiale Informatie Autoriteit van Japan zei dat delen van het land 1,3 m westwaarts verplaatst zijn met de maximale verplaatsing waargenomen bij Wajima als gevolg van vervorming van de aardkorst. Bij Anamizu is land 1 m westwaarts verschoven. Het bureau zei echter dat deze beweging in plaats daarvan een helling of lokale grondbeweging zou kunnen zijn. Het bureau meldde ook dat een stijging van de aardkorst van 4 m plaatsvond in het westen van Wajima en 1,1 m in het noorden van Suzu.

## Tsunami

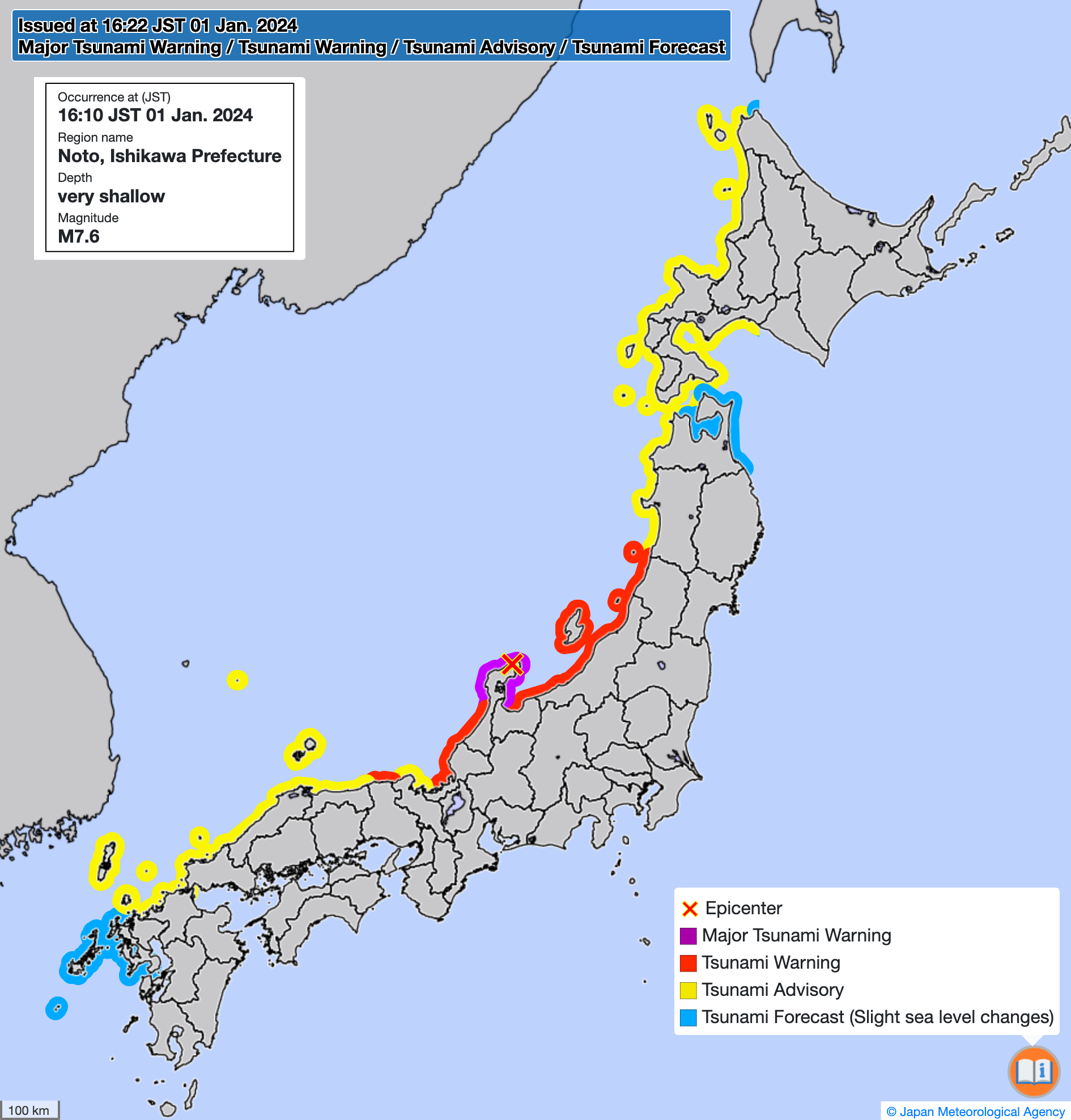
Kaart met tsunami-waarschuwingen uitgegeven door het Japan Meteorological Agency op 1 januari 2024 16:22 JST

Nadat de aardbeving had toegeslagen werden er voor grote delen van de Japanse westkust, van de prefecturen Hokkaido tot Nagasaki, een tsunami-waarschuwing gegeven, en er werden evacuatiebevelen uitgevaardigd in de prefecturen Ishikawa, Niigata, Toyama en Yamagata. De publieke omroep NHK zei dat tsunami-golven van 5 m konden worden verwacht. Het Pacific Tsunami Warning Center zei dat er binnen 300 km van het epicentrum gevaarlijke tsunami-golven mogelijk waren.
De evacuatiebevelen hadden betrekking op 62.000 mensen, waarbij 1.000 evacués onderdak vonden op de Japan luchtmachtbasis in Wajima in de prefectuur Ishikawa. De grote tsunami-waarschuwing werd later om 20.30 uur, ongeveer vier uur na de aardbeving, gedegradeerd tot een tsunami-waarschuwing. Deze tsunami-waarschuwingen werden later nogmaals gedegradeerd tot adviezen, die uiteindelijk op 2 januari om 10.01 uur, ongeveer 18 uur na de aardbeving, werden ingetrokken.
De eerste golven arriveerden naar verluidt rond 16.21 uur, met tsunami-golven van meer dan 1,2 m die Wajima troffen. Een tsunami van 90 centimeter trof Kanazawa, terwijl een tsunami van 80 centimeter de prefectuur Toyama en Sakata trof. Golven van 50 centimeter werden geregistreerd in Nanao en Tsuruga terwijl golven van 40 cm werden opgenomen in Kashiwazaki en Sado. In de stad Toyama werd een golf van 50 centimeter gerapporteerd. In Hokkaido zijn er golven tot 60 centimeter gerapporteerd in Setana, terwijl golven van 50 centimeter het eiland Okushiri troffen.
Bij de kerncentrale van Shika in de prefectuur Ishikawa werd bij het aflezen van een waterpeilmeter nabij een zeewaterinlaat die wordt gebruikt om de reactoren van de faciliteit te koelen een stijging van 3 m gevonden tussen 17:45 en 18:00 uur.

### Schade
In Suzu werden huizen van hun fundamenten gespoeld en sommige werden verder landinwaarts verdreven. De aardbeving en tsunami beschadigden of vernietigden 90 procent van de gebouwen van de stad. De tsunami deed veel vissersvaartuigen kapseizen en dreef enkele aan land. Instortende gebouwen en omgevallen auto's werden waargenomen vanuit een nieuwshelikopter. De gouverneur van de prefectuur Ishikawa zei dat de tsunami het havengebied van Iida maar liefst tot 100 m landinwaarts heeft overstroomd. In Shika bereikte een reeks tsunami-golven om 17.40 uur de haven.
In het Shiromaru-gebied van Noto werden huizen weggespoeld en ontstond er brand. In Jōetsu beschadigde de tsunami gebouwen. Strandhuizen en andere gebouwen werden door de golven weggevaagd. Tien vissersvaartuigen kapseisden in het vissershavengebied van Ogata. Ook werden containers weggespoeld en stonden magazijnen met machines onder water.

## Invloed

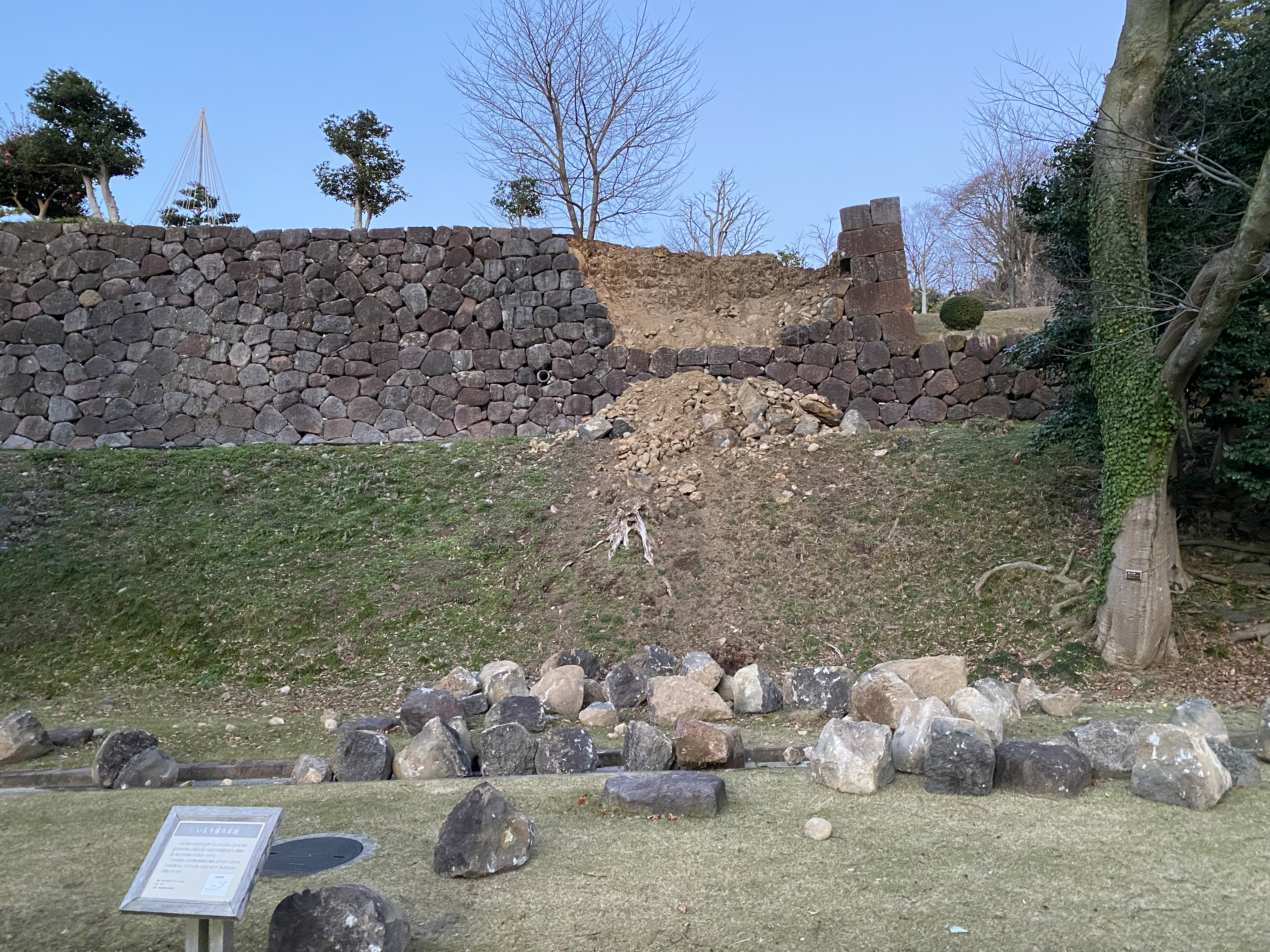
Beschadigde stenen muur bij het kasteel van Kanazawa

De aardbeving vond plaats toen Japan nieuwjaarsdag vierde, een feestdag waarop velen thuis waren en de meeste vestigingen gesloten waren. Minstens 232 mensen werden gedood, allemaal in de prefectuur Ishikawa. Er waren minstens 99 doden in Suzu, 88 in Wajima, twintig in Anamizu, zeven in Noto, vijf in Nanao, twee in Shika, en één in Hakui. Op 18 januari waren nog 17 personen uit Wajima en 4 personen uit Suzu vermist.
Minstens 1.155 mensen raakten ook gewond in vijf prefecturen, waarvan 1.045 mensen in de prefectuur Ishikawa, 49 in Niigata, 44 in Toyama, 6 in Fukui en 1 in Gifu.
Op 3 januari woonden in totaal 31.800 mensen in opvangcentra, waarvan ongeveer 27.700 in 336 evacuatiecentra alleen al in de prefectuur Ishikawa. De schade was vooral ernstig in Wajima, Suzu en Noto, hoewel de omvang ervan onduidelijk was. Op 3 januari werden nog steeds ‘veel’ mensen als vermist opgegeven. 6 januari waren dat er nog 195. Op 15 januari was dat aantal gedaald naar 22 en op 18 januari naar 21.
In Wajima stortten minstens zestig huizen in en zaten tien mensen vast. Rond 17.00 uur ontstond er brand in de stad. Als gevolg van beschadigde wegen konden brandweerlieden de vlammen, die naar schatting 200 gebouwen waaronder veel huizen in beslag namen, niet blussen. In de stad raakten ruim dertig mensen gewond. Er werden ook verwondingen gemeld in Suzu, waar tot 5.000 huizen en 90 procent van de gebouwen werden verwoest, waaronder veel als gevolg van brand. De burgemeester van Suzu zei dat ongeveer 4.000 tot 5.000 huishoudens van de 6.000 huishoudens van de stad niet naar huis konden terugkeren, en voegde eraan toe dat de schade ‘catastrofaal’ was.

## Nasleep
Op de avond van 2 januari vond op de startbaan van de luchthaven Haneda in Tokio een botsing plaats tussen een vliegtuig van de Japanse kustwacht met humanitaire hulp aan de slachtoffers van de aardbeving in Niigata en vlucht 516 van Japan Airlines, een A350-900 afkomstig van New Chitose Airport, waarbij beide vliegtuigen werden vernietigd. Alle 379 mensen aan boord van het JAL-vliegtuig werden geëvacueerd; echter 14 liepen verwondingen op. De gezagvoerder van het kustwachtvliegtuig ontsnapte met ernstige verwondingen, terwijl de overige vijf bemanningsleden omkwamen.